# القريتين
مدينة القريتين مدينة تتبع محافظة حمص على تخوم البادية السورية تبعد حوالي 85 كم عن مركز المحافظة (مدينة حمص)، يجاورها من الغرب بلدات مهين وحوارين وصدد ومن الشمال الشرقي مدينة تدمر ببعد يقدر بـ 160 كم، ومن الجنوب سلسلة جبال تمتد حتى جبال القلمون، تبعد عن العاصمة في الجنوب الغربي حوالي 110 كم، وتتبع لها عدة بلدات مهين وحوارين والحدث والغنثر وصدد والمحسة وتمد حدودها الجغرافية حتى حدود الأردن والعراق وكان يعمل أهلها بالزراعة البعلية المعتمدة على مياه المطر لفترة قصيرة سابقة، حيث منعت الحكومة الزراعة البعلية ضمن برنامج لمكافحة التصحر، يعتمد أهلها المقيمين فيها على الزراعة المروية من بعض الينابيع المتبقية ومن اللآبار المحفورة، وقد جفت كل الينابيع في السنوات العشر الماضية كما يعتمد أهلها المقيمين على تربية المواشي والابقار والدواجن والصيدوخاصة صيد الصقور ولكن القسم الأكبر من أهل البلد يعملون في وظائف في المدن القريبة وخاصة حمص ودمشق، كوظائف الشرطة والجيش وفي مؤسسات الدولة ووزاراتها أو عمل حر في المدينة، وهناك عدد جيد يقدر بالمئات الذين يعملون في مناجم الفوسفات القريبة ومؤسسة الرمال، منهم مغتربون خاصة في دول الخليج العربي والذين يشكلون مصدر دخل مهم لأهل البلد، الحالة التعليمية مقبولة (سبع مدارس ابتدائية ومدرستين للمراحل المتوسطة والثانوية ومدرسة صناعية مهنية، والدين الغالب الإسلام، والمسيحيون لهم عراقة وتقاليد مميزة في البلد. كما يعتمد العديد من السكان على صيد الصقور
وقد أطلق عليها اسم القريتين نسبةً لوجود قريتين هما نزالا وحصر عينان لأكثر من ألف سنة مضت وقد اندثرتا ونشأت البلدة الحالية وسميت بالقريتين. يقطنها مسيحيون ومسلمون سنة. وقد حملت القريتين أسماء عدة على مر العصور مثل «سميرام» و«قرياتييم» وتعود أصولها تاريخياً للألف الثاني قبل الميلاد... حتى أنها قد ذكرت في التوراة في سفر التكوين «وضرب لهم في شعب قرياتييم..»
بلغ تعداد سكانها في 2008 ما يقارب 35,000 نسمة وفيها سبع جوامع وكنيستان إحداهما للكاثوليك والأخرى للسريان كما يوجد فيها مقام مارليان والذي انشئ عليه دير يعرف باسمه، وعلى بعد 17 كم يوجد حمام أبو رباح وهو حمام أثري يصدر بخار ماء ساخن من عدة فتحات في رأس جبل أبو رباح ويؤمه السياح للمعالجة من عدة امراض.
وتشتهر القريتين بالعنب القرواني ويعتبر من أجود أنواع عنب المائدة نظرا لحلاوته العالية ورقة جلد الحبة ويفضل أهل القريتين أكله قبل الاستواء ويسمى مزيج. وانتشرت بالسنوات الأخيرة زراعة الزيتون.
.